# E²
Az e² Eros Ramazzotti válogatáslemeze, ami 2007. október 26-án jelent meg Európában és Latin-Amerikában. Erosnak ez a tizennegyedik albuma (beleszámítva a válogatásalbumokat is), az 1997-es Eros című válogatáslemeze után a második. Az album első kislemeze a Non siamo soli (magyarul: Nem vagyunk egyedül) címmel jelent meg. Ezt a dalt Ricky Martinnal együtt énekli.

## Dalok
A "CD-A"-n 14 "felújított" dal és 4 új dal van. *
1. Non siamo soli *
2. Terra promessa
3. Una storia importante (remix)
4. Un cuore con le ali
5. Adesso tu
6. Se bastasse una canzone
7. Cose della vita (Can't stop thinking of you)
8. Un'altra te
9. Favola
10. L'aurora
11. Più bella cosa
12. Più bella cosa
13. Non ti prometto niente
14. I Belong to You (Il ritmo della passione)
15. La nostra vita
16. Ci parliamo da grandi *
17. Dove si nascondono gli angeli *
18. Il tempo tra di noi *

CD-B: 17 dal új köntösben, népszerű zeneszerzők átdolgozásában
1. Adesso tu (Gian Piero Reverberivel és London Sessio Orchestraval)
2. Cose che ho visto (Michele Canova Iorfida a producer)
3. Musica è (Gian Piero Reverberivel és London Sessio Orchestraval)
4. Dolce Barbara (feat. Dado Moroni)
5. Taxi Story (feat. Jon Spencer)
6. Cose della vita (a producer John Shanks)
7. L'aurora (a producer Wyclef Jean)
8. Più bella cosa (a producer John Shanks)
9. Dove c'è musica (feat. Steve Vai)
10. E ancor mi chiedo ( Gian Piero Reverberivel és London Sessio Orchestraval)
11. Fuoco nel fuoco (feat. Carlos Santana)
12. L'ombra del gigante (a producer Pat Leonard)
13. Il buio ha i tuoi occhi (feat. Rhythm del mundo)
14. Un attimo di pace (feat. Take 6)
15. Un'emozione per sempre (feat. The Chieftains)
16. Solo ieri (Gian Piero Reverberivel és London Sessio Orchestraval)
17. Está pasando noviembre (feat. Amaia a "La Oreja De Van Gogh"-ból)